# Bataille d'Ayshal
Batailles du Zemene Mesafent
Batailles
La bataille d'Ayshal s'est déroulée le 29 juin 1853, entre les forces de Kassa Hailou, futur Negusse Negest Téwodros II, et les troupes du Yejjou menées par le ras Ali II. Le conflit, un des « plus sanglants » de l'époque s'achève par la victoire de Téwodros, considérée par les historiens comme la fin du Zemene Mesafent ou du moins l'enclenchement du processus conduisant à sa fin.